# Moxostoma anisurum
Moxostoma anisurum és una espècie de peix de la família dels catostòmids i de l'ordre dels cipriniformes. És un peix d'aigua dolça, demersal i de clima temperat (54°N-32°N), el qual es troba a Amèrica del Nord: els rius i, ocasionalment, els llacs de substrat fangós i rocallós de les conques dels Grans Llacs d'Amèrica del Nord, del riu Sant Llorenç, de la badia de Hudson i del riu Mississipi des del Quebec i Alberta al Canadà fins al nord d'Alabama, el nord d'Arkansas i la costa atlàntica des de la conca del riu Roanoke a Virgínia fins a la del riu Altamaha a Geòrgia (Estats Units).
Els mascles poden assolir els 74cm de llargada total (encara que la seua mida més comuna és de 32,5) i els 10,8 kg de pes.
Menja insectes (mosquits, efímeres i tricòpters).
És inofensiu per als humans i la seua esperança de vida és de 10 anys.